# Almălău, Constanța
Almălău (în trecut Almaliul, în turcă Almalı) este un sat în comuna Ostrov din județul Constanța, Dobrogea, România. Se află în partea de sud-vest a județului,  în Lunca Dunării, la 4 km est de Silistra. La recensământul din 2002 avea o populație de 998 locuitori. Specificul zonei îl reprezintă pescuitul, oieritul și cultivatul zarzavaturilor.